# Milicja Ludowa Polskiej Partii Socjalistycznej
Milicja Ludowa Polskiej Partii Socjalistycznej (Milicja Ludowa PPS) – wojskowa organizacja Polskiej Partii Socjalistycznej działająca od listopada do grudnia 1918. 
Organizacja powstała na bazie rezerw milicyjnych Pogotowia Bojowego Polskiej Partii Socjalistycznej. Pierwsze oddziały powstały na terenie okupacji austriackiej Królestwa Polskiego.
Pierwsze oddziały Milicji utworzono 1 listopada 1918 r. po rozbrojeniu okupantów i opanowaniu przez POW i Pogotowie Bojowe PPS Radomia. Oddziały te rozbroiły w Kozienicach oddział Polskiej Siły Zbrojnej mający przywrócić porządek w Radomiu.
3 listopada zorganizowano Milicję Ludową PPS w Wierzbniku, zaś 6 listopada powstały oddziały w Lublinie. Osobną Milicję Ludową formowała nowo powstała Rada Delegatów Robotniczych, która jednak włączyła się do milicji PPS. Osobną Milicję Ludową jako formację policyjną, usiłował również utworzyć Tymczasowy Rząd Ludowy Republiki Polskiej Ignacego Daszyńskiego. Komendantem Milicji Ludowej PPS w Lublinie był Stefan Kirtiklis Sewer, zaś szefem wydziału śledczego Marian Buczek Szturmer.
W następnych dniach oddziały Milicji Ludowej PPS powstały w Dąbrowie Górniczej (7 listopada), Częstochowie (10 listopada), Grodźcu (11 listopada), Pabianicach (12 listopada), Warszawie (13 listopada), Łodzi (13 listopada) i Płocku (14 listopada). 
W połowie listopada 1918 r. utworzono Komendę Główną Milicji Ludowej PPS podległą Centralnemu Komitetowi Robotniczemu PPS. Komendantem Głównym został Józef Korczak, zaś szefem sztabu Stanisław Jarecki. Siedziba Milicji Ludowej PPS znajdowała się w Pałacu Staszica w Warszawie. Na początku grudnia 1918 r. Milicja Ludowa PPS liczyła ok. 6000 osób, oraz ok. 10.000 osób w rezerwie. 
Na początku grudnia 1918 r. wiceminister spraw wewnętrznych Norbert Barlicki zaproponował przejęcie przez państwo Milicji Ludowej PPS jako formacji rządowej. Milicja Ludowa jako formacja policyjna powołana została 5 grudnia 1918 r. dekretem Tymczasowego Naczelnika Państwa Józefa Piłsudskiego oraz Tymczasowego Rządu Republiki Ludowej Jędrzeja Moraczewskiego. Spowodowało to włączenie w znacznej mierze struktur Milicji Ludowej PPS do państwowej Milicji Ludowej od grudnia do stycznia 1919 r.